# Low-Energy Electron Diffraction
Der englische Begriff Low-Energy Electron Diffraction (LEED, dt. „Beugung niederenergetischer Elektronen an Oberflächen“) bezeichnet eine physikalische Methode zur Untersuchung der Anordnung von Atomen an Oberflächen und in dünnen Filmen. Man nutzt hierbei den grundlegenden Effekt der Interferenz von Wellen gleicher Wellenlänge aus. Dieser führt zur Ausbildung von Beugungsmustern, die auf einem Beobachtungsschirm sichtbar gemacht werden. LEED wird in der Oberflächenphysik und Oberflächenchemie benutzt.

## Geschichte
Das erste Experiment dieser Art wurde von Davisson und Germer im Jahr 1927 an einem Nickel-Einkristall an den Bell-Laboratorien durchgeführt und erbrachte den ersten Nachweis des Wellencharakters der Elektronenstrahlung (Davisson-Germer-Experiment).
LEED benutzt Elektronen mit einer De-Broglie-Wellenlänge {\displaystyle \lambda } im Bereich atomarer Abstände, rund 0,1 nm. Der Zusammenhang mit der Energie {\displaystyle E} des Elektronenstrahls ist
{\displaystyle \lambda ={\frac {h}{\sqrt {2mE}}}}
mit
- der Planck-Konstante {\displaystyle h}
- der Elektronenmasse {\displaystyle m}.

Geeignete Energien liegen also in der Größenordnung von 100 eV. Bei dieser Energie ist die Eindringtiefe der elastisch gestreuten Elektronen gering, im Bereich von 0,5 bis 1 nm, was die Methode sehr oberflächenempfindlich macht. Um die Oberfläche atomar sauber zu halten, wird im Ultrahochvakuum (UHV) gearbeitet.

## Die LEED-Apparatur

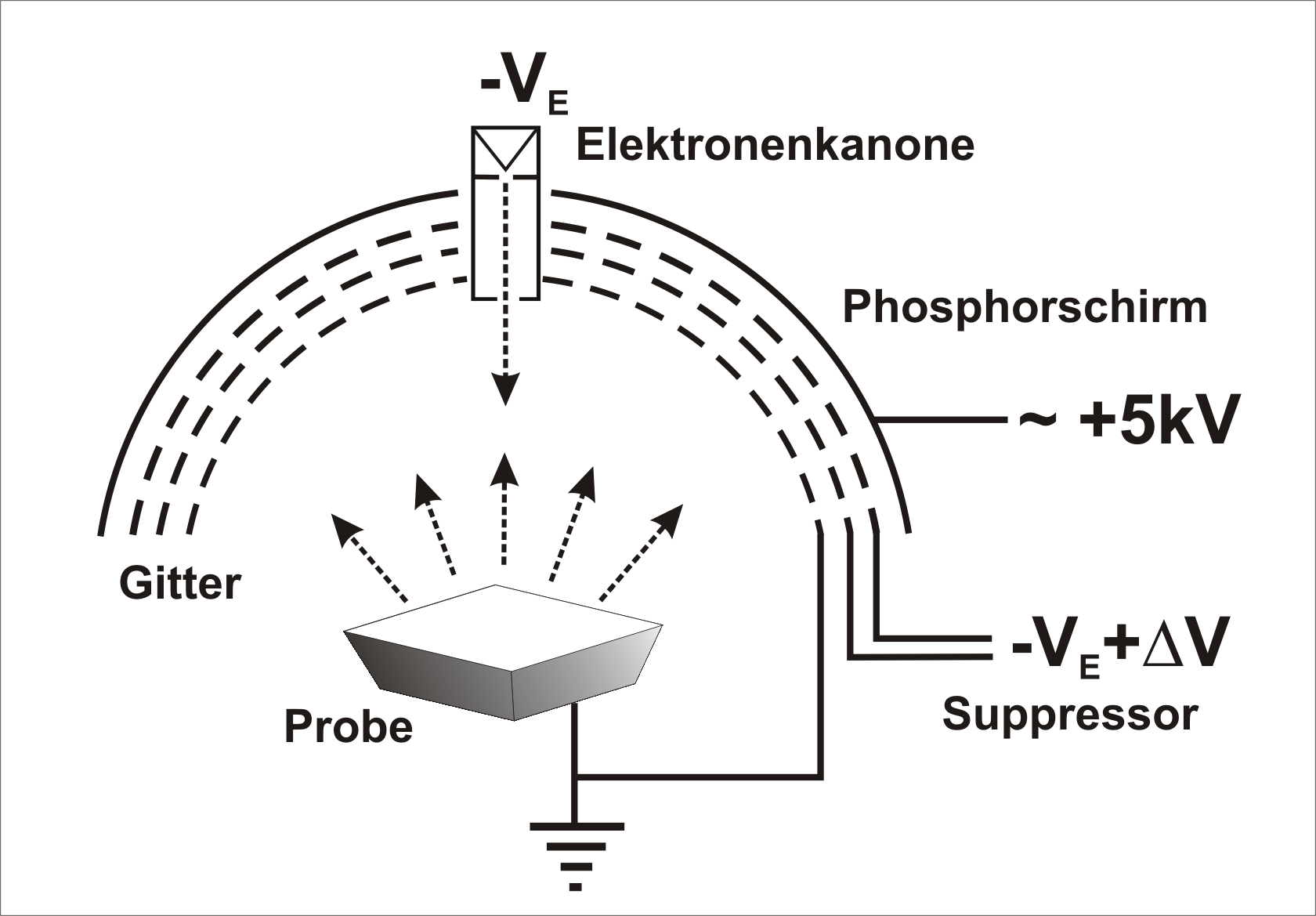
Schema eines LEED-Experiments

Von einem heißen Filament oder besser einer scharfen Spitze – kalte Feldemission liefert eine engere Energieverteilung – werden Elektronen emittiert und durch eine Anode in Richtung Probe beschleunigt. Durch ein elektrostatisches Linsensystem wird der Elektronenstrahl fokussiert. Dabei liegen die lateralen Auflösungen im Bereich μm bis mm.
Nachdem die Elektronen an der Probe gestreut wurden, passieren die gebeugten Elektronen vor dem Leuchtschirm ein Gitter auf dem Massepotential des Probenhalters, das eine Verzerrung des Beugungsmusters verhindert, und ein retardierendes Gitter, an dem die inelastisch gestreuten Elektronen reflektiert werden; die elastisch gestreuten Elektronen passieren und werden auf den Schirm beschleunigt. Die Beschleunigungsspannung von mehreren Kilovolt sorgt für ein helles Bild. Gegen den Durchgriff der Beschleunigungsspannung, für eine bessere Energieauflösung, ist das retardierende Gitter doppelt ausgeführt.

## LEED-Beugungsmuster
Das LEED-Muster besteht im Idealfall aus scharfen Punkten, die symmetrisch angeordnet sind. Sehr oft ist die Elektronenkanone mittig vor dem Schirm angebracht und verdeckt daher, bei senkrechtem Einfall der Elektronen auf die Probe, den sehr hellen Reflex 0. Ordnung.

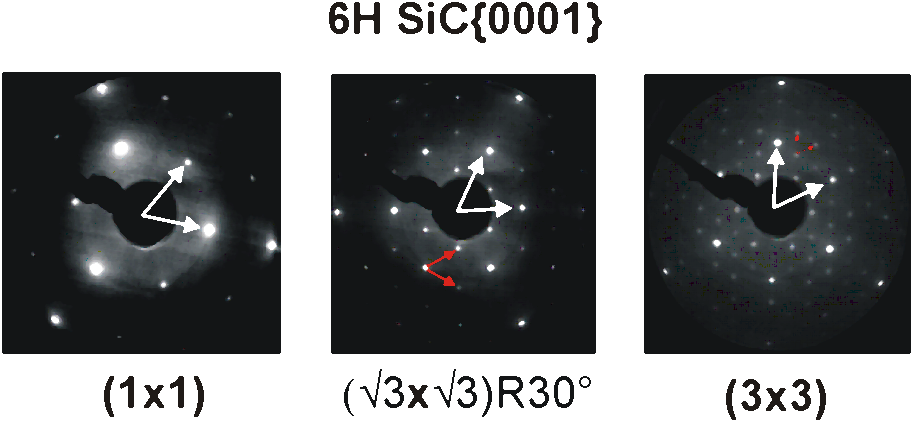
LEED-Beugungsmuster von Siliciumcarbid bei 170 eV
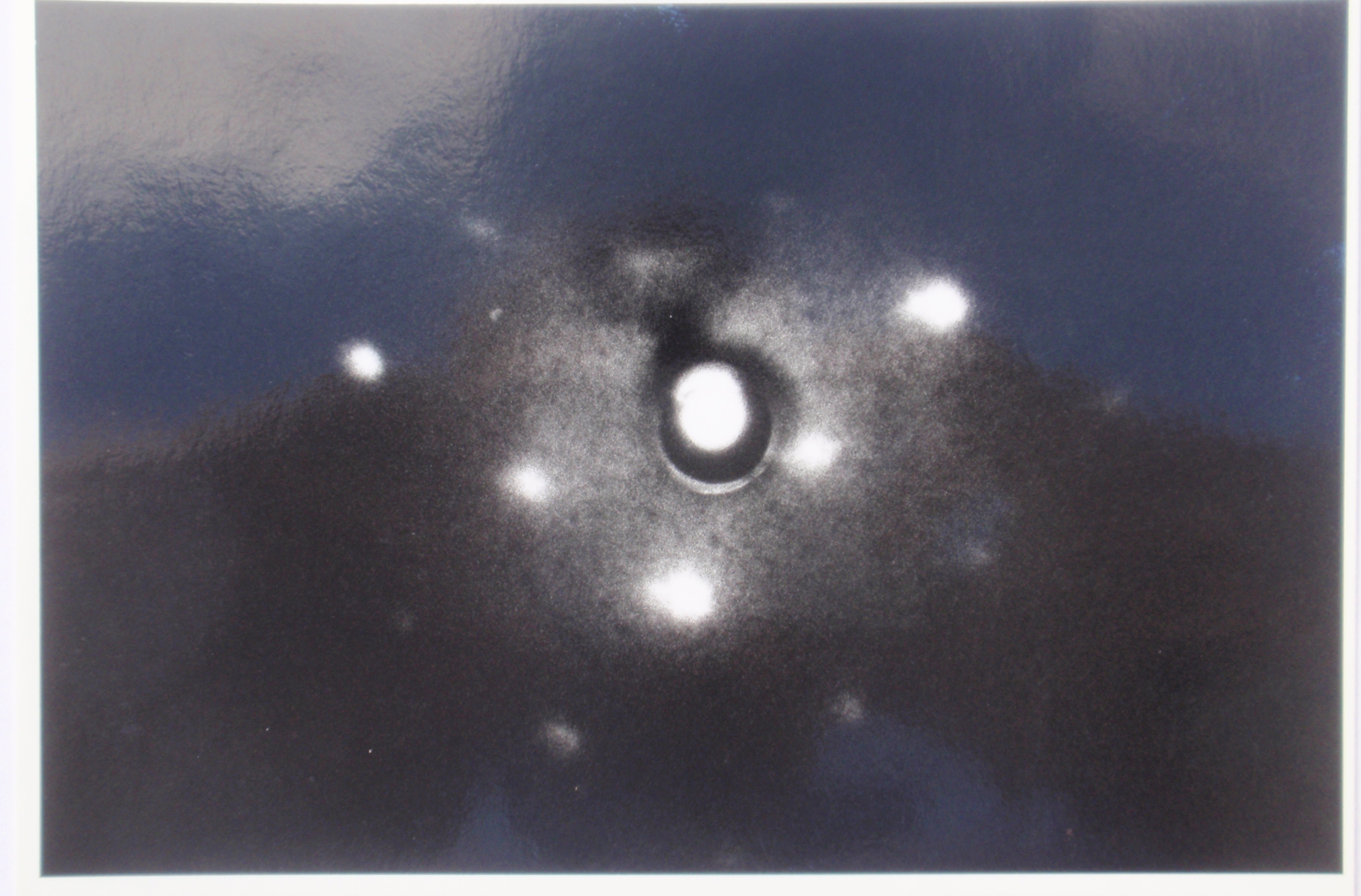
94-eV-LEED-Beugungsmuster einer mit CO bedeckten (100)-Platin-Rhodium-Oberfläche.

Aus der Lage der Reflexe ergibt sich nur die Form und Größe der 2D-Einheitszelle, siehe Ewald-Kugel. Da neben dem Substrat auch Überstrukturen (durch Rekonstruktion oder von Adsorbaten) abgebildet werden, können in Abhängigkeit von der Präparation verschiedene Beugungsmuster beobachtet werden.
Die Intensitäten der Reflexe variieren deutlich mit der Energie der Elektronen. Zu einer Bestimmung der Struktur werden die Muster bei vielen Energien mit einer Kamera aufgezeichnet und aus den Aufnahmen die Intensität von Reflexen bestimmt. Indem man diese experimentellen Intensitätskurven mit berechneten vergleicht, lässt sich die Struktur der Oberfläche bestimmen. Je mehr Reflexe erfasst werden und je größer der Energiebereich, umso genauer die Strukturbestimmung.
Die Berechnungen gehen von einem Strukturmodell aus und sind komplex, weil Mehrfachstreuung berücksichtigt werden muss. Diese Berechnungen werden dynamisches LEED genannt.

## Medium energy electron diffraction
Bei der medium energy electron diffraction (MEED) beobachtet man das Multilagen-Oberflächenwachstum in Abhängigkeit von der Zeit mit Elektronenbeugung. Wachsen die Schichten Monolage für Monolage auf der Oberfläche (Frank-van-der-Merwe-Wachstum), dann ändert sich der Ordnungsgrad der Oberfläche periodisch. Bei vollständig abgeschlossenen Lagen ist die Fernordnung am größten, also auch die Intensität des Beugungsreflexes. Dadurch erhält man in bestimmten Intervallen mehr oder weniger Beugungsreflexe, die auf das Monolagenwachstum als Funktion der Zeit schließen lassen.